# Eberstalzell
Eberstalzell è un comune austriaco di 2 563 abitanti nel distretto di Wels-Land, in Alta Austria.